# Basildon (Berkshire)
Basildon è un villaggio e parrocchia civile dell'Inghilterra, appartenente alla contea del Berkshire. La parrocchia civile è costituita dai due villaggi di Upper Basildon e Lower Basildon.